# Carlos Galhardo
Carlos Galhardo, né Catello Carlos Guagliardi le 24 avril 1913 à Buenos Aires et mort le 25 juillet 1985 à Rio de Janeiro, est un chanteur brésilien.

## Biographie
Catello Carlos Guagliardi naît le 24 avril 1913 à Buenos Aires. Ses parents sont d'origine italienne et s'appellent Pietro Guagliardi et Saveria Novelli. À l'âge d'un an, sa famille déménage à Rio de Janeiro, où il passe son enfance. Son père est commerçant. Il perd sa mère à l'âge de huit ans. En 1921, il entre dans une école publique où il fait ses études primaires. Il est apprenti tailleur, métier qu'il exerce tout en poursuivant ses études, n'ayant fréquenté que l'école primaire. À l'âge de 16 ans, il travaille dans un magasin de cigares et reprend peu après son métier de tailleur. Bien qu'il n'aime pas ce métier, il travaille dans plusieurs ateliers de couture de Rio et, dans l'un d'eux, travaille avec Salvador Grimaldi, tailleur et baryton, avec qui il répète des duos d'opéra.
En 1933, il sort son premier disque avec les marches Você não gosta de mim, des Frères Valença et Que é que há, de Nelson Ferreira, accompagné par le groupe Guarda Velha. Moins d'un mois plus tard, il enregistre les sambas Para onde irá o Brasil et É duro de se crer d'Assis Valente. La même année, il enregistre les sambas Ingratidão, d'Erlúcio Godoy et Orlando Machado ; Não te quero mais, d'André Filho ; Samba nupicial, de Barros de Souza, et Sonho, d'Ataulfo Alves.